# 兰加雷迪县

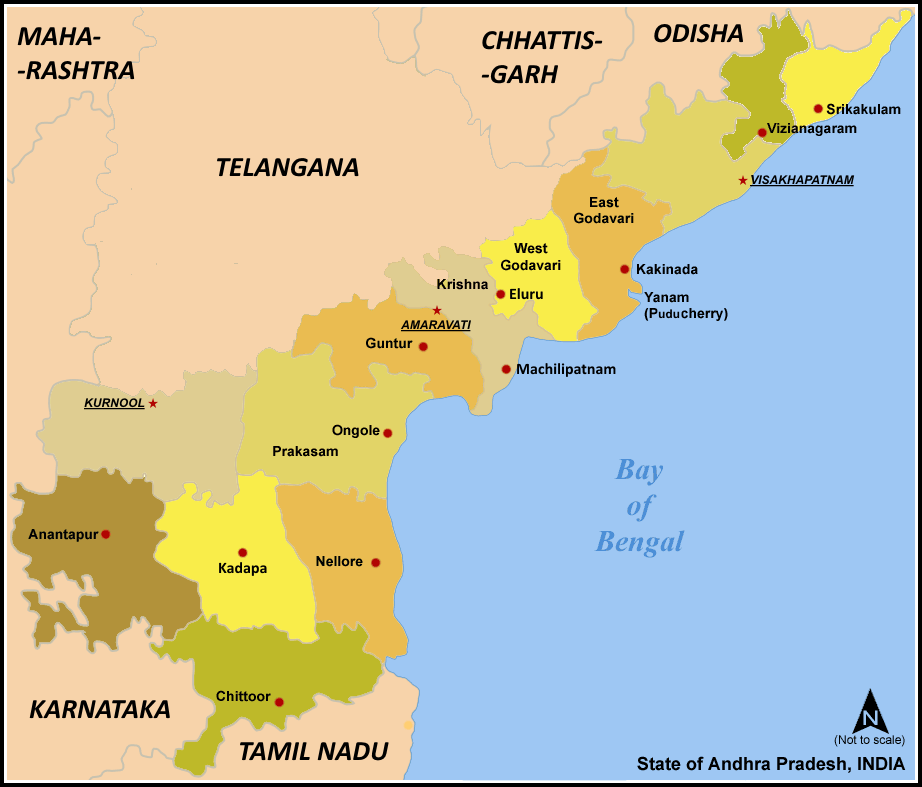
安得拉邦，兰加雷迪县位于该邦西部

兰加雷迪县，印度特伦甘纳邦（原属安得拉邦）所辖的一个县。总面积7,493 km²，总人口3,575,064（2001年），54.20%居住于市区。海得拉巴县四周为该县环绕。

## 行政区划
兰加雷迪县分为14个乡。